# Іріс Юганссон
Іріс Юганссон (швед. Iris Johansson; 8 квітня 1945 року, комуна Лідчепінг) — шведська письменниця, психолог, дослідниця проблем аутизму, фахівець із проблем спілкування. Власні дитячі аутичні переживання та спогади виклала у книзі «En annorlunda barndom» («Особливе дитинство»).

## Біографія
Іріс Юганссон народилася 8 квітня 1945 року на фермі у комуні Лідчепінг, що у Вестерйотланді.
Вихованням доньки займався переважно батько Бертіль. Мати Іріс хворіла на туберкульоз шкіри і мала його рецидив під час вагітності донькою. Спершу спокійна дитина не йшла на зоровий контакт, не плакала від болю, наприклад, не реагувала бджолиний укус, хоча в неї набрякло все обличчя.
Батько залучав доньку до сільськогосподарських робіт та спілкування з родиною та наполіг на загальноосвітній школі замість спеціалізованої. І попри навчальні труднощі внаслідок аутизму та дислексії, у дванадцять років Іріс прийняла важливе рішення: назавжди покинути аутичну реальність. У автобіографії «Особливе дитинство» вона так згадує цей момент:
|  | Після цього її свідомість стала прямувати до соціального життя, і вона почала шукати різноманітних знань про людське. Вона стала повторювати все, що робили інші, аби викликати почуття, або встановити зв’язок між думкою, мовою, почуттям, вчинком. Вона стала примушувати себе до присутності у реальній ситуації. |

Після закінчення школи Юганссон протягом 10 років працювала в жіночій перукарні. Чотири роки працювала в дитячій лікарні і паралельно в госпісі. 16 років вчителювала у дитячому та підлітковому центрі сім'ї та охорони здоров'я. Крім того, в літній період працювала тренеркою з плавання. Вищу освіту з педагогіки та психології завершила у 1992 році. Лише після вступу в університет дізналася власний діагноз.
Зараз Іріс Юганссон працює консультанткою для батьків аутичних дітей, керує викладацькими та виховательськими групами у закладах для наркозалежних та людей із проблемами психічного здоров'я як у Швеції, так і за кордоном, пише книги. Веде тренінги на тему «Спілкування як мистецтво».

## Книги
- Att samtala om anpassning. Wrå Förlag. ISBN 91-975498-0-0
- Att samtala om utbrändhet. Wrå Förlag. ISBN 91-975498-1-9
- En annorlunda barndom — en kvinnas berättelse om sin autistiska uppväxt. Forum, 2007. ISBN 978-91-37-13038-5
- Handledarbok för arbete med barn med oacceptabla beteenden. Wrå Förlag. ISBN 91-89178-50-5

У автобіографічній роботі «En annorlunda barndom» («Особливе дитинство») Юганссон описує аутичний досвід життя у власному вигаданому світі, досвід дислексії, кольорового слуху, стереотипій, вампіризму, фанатичної любові до перебування у воді, гіперчутливості до дотиків, а також, загалом, особливості життя дітей з аутизмом у шведській провінції у 1940-х та 1950-х роках. Книга стала бестселером у Швеції та перекладена кількома європейськими мовами.